# Soldiers at War
Soldiers at War là một game chiến thuật theo lượt lấy bối cảnh Thế chiến II. Người chơi nắm quyền điều khiển biệt đội tám người thông qua chiến dịch gồm mười lăm nhiệm vụ lịch sử, bắt đầu ở Bắc Phi và kết thúc ở Đức. Những người lính tích lũy kinh nghiệm theo thời gian và có thể mang theo các vật phẩm trong nhiệm vụ tiếp theo. Trò chơi cũng có lựa chọn phần chơi độc lập và công cụ tạo màn. Chế độ nhiều người chơi cho phép tối đa bốn người chơi tranh tài qua mạng LAN hoặc trực tuyến.

## Lối chơi
Người chơi phải chọn đội của mình từ một nhóm gồm 32 người, mỗi người có cấp độ kỹ năng khác nhau, sau đó trang bị cho họ tùy theo vai trò riêng biệt trong đội và mục tiêu của nhiệm vụ. Đồ họa của game được làm dưới dạng 2.5D và các lớp địa hình có thể được loại bỏ để dễ nhìn thấy bên trong các tòa nhà hoặc phía sau các vật thể khác. Chiến dịch trong phần chơi chính được thể hiện qua góc nhìn của quân Mỹ trong Thế chiến II.

## Game kế tục
Sau khi phát triển Soldiers at War, Random Games đang tận dụng game engine của mình để tạo ra một tựa game chiến thuật theo lượt mới, lấy bối cảnh thế giới của trò chơi miniature Warhammer 40,000. Được gọi là Warhammer 40,000: Chaos Gate do Strategic Simulation phát hành vào tháng 10 năm 1998. Game đưa người chơi nắm quyền quyền chỉ huy một biệt đội của Space Marine trong chiến dịch chống lại phe Chaos.